# Potamogeton hagstroemii
Potamogeton hagstroemii är en nateväxtart som först beskrevs av A. Benn. (pro. sp.  Potamogeton hagstroemii ingår i släktet natar, och familjen nateväxter. Inga underarter finns listade.